# ルコームリ公国
ルコームリ公国（ベラルーシ語: Лукомскае княства、ロシア語: Лукомское (Лукомльское) княжество）は、ルコームリを首都とした中世ルーシの分領公国である。ルコームカ川(be)、ルコームリ湖(ru)付近に位置した。ただし詳細な国境線に関しては史料上に記録がない。

## 歴史
かつて、L.アレクセーフ(ru)は、ルコームリが分領公国の首都となったのは、ポロツク公フセスラフの曾孫の一人がルコームリを所有していたときであるという仮説を提唱した 。しかしこの仮説は、完全には否定できないものの、史料上に同様の言及はみられない。また、考古学的データは、ルコームリの最盛期はフセスラフの曾孫たちの生存した12世紀末から13世紀初頭ではなく、フセスラフの子や孫たちの生存期間にあたる11世紀から12世紀前半であることを示している。そして、フセスラフの子や孫の世代で著名な人物の中には、ルコームリの統治者と推定される人物は見当たらない。これらを考えあわせれば、ルコームリはポロツク公国から派生した分領公国ではなく、9世紀には存在していたある政権の首都だったという結論になる。また、この政権は、ポロツク公国のボヤーレ（貴族）の中から選ばれ、派遣されたナメストニク（代官）によって掌握されていた可能性が高い。一方、L.ヴォイトヴィチの説によれば、ルコームリ公国は1101年に、フセスラフの子のロスチスラフの所有する分領公国として成立したとされる。
おそらく1170年代には、ヴォロダリ・ヴァシリコヴィチという人物がルコームリ公位に就いていた。13世紀にはポロツク公国と共にリトアニア大公国の一部となった。また13世紀のリトアニア大公国内においては、何人かのルコムスキー公(ru)という貴族に関する言及があるが、彼らの祖先とルコームリ公国との関連は不明である。Józef Wolff(pl)によれば、ルコムスキー公はヴィテプスク公家の子孫であるというが、この説を裏付ける史料はない。なお、ルコムスキー公たち自身は、自分たちの起源をリトアニア大公アルギルダスの子のアンドリュス（1386年からルコームリ公。他にプスコフ公・ポロツク公。）であると自称していたが、この系譜の確証に足る史料もまた存在せず、現時点ではこの血縁関係は否定されている。なお、1473年にルコムスキー公イヴァンがモスクワ大公国へ移送され、リトアニア大公国内の領地を没収されている。